# Mistory

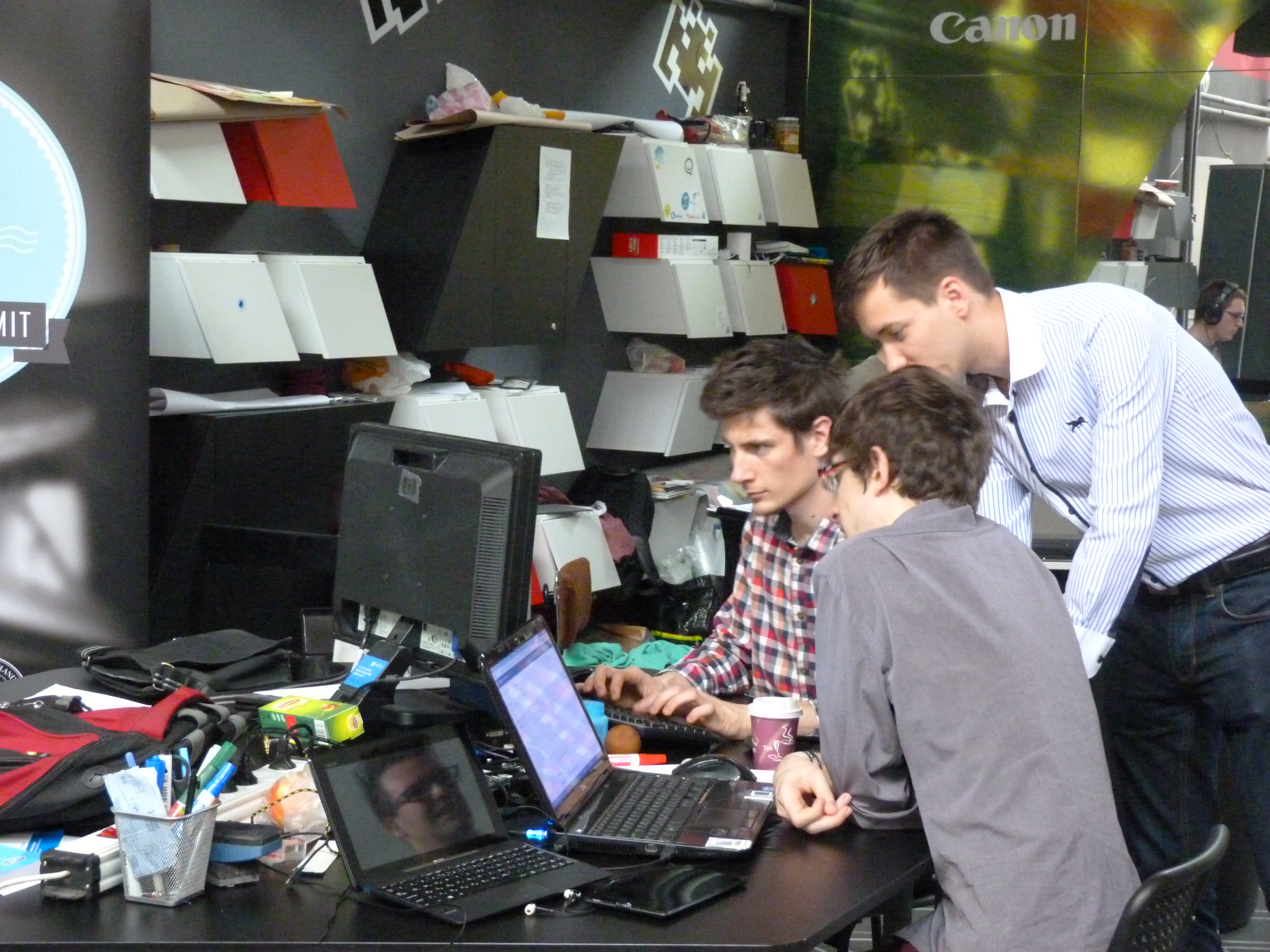
Mistory fejlesztő csoport - 2015

A Mistory fejlesztő csoport 2015. januárban tette közzé a „Gyilkosság a Deák téren” című játékának „b” verzióját a https://play.google.com -on (minimum viable product,   https://play.google.com/store/apps/details?id=com.mistory.mistory). A Mistory tagjai: Elekes Tamás, Musicz Péter, Schmidth Barbara, Szabó Levente, Turalska Luca. A csoport 2015. áprilisától részt vett a Microsoft Imagine Cup Academy felkészítő képzésén. Az Imagine Cup 2015. április 20-i magyarországi döntőjén Magyarország legjobb hat, fiatalokból álló alkalmazásfejlesztői csapata mérkőzött meg egymással. A magyarországi döntőt követően az Imagine Cup Közép-Európai elődöntőjén is továbbjutott a csapat, így a Mistory fejlesztő csoport képviselhette Magyarországot az Microsoft Imagine Cup 2015 döntőjén, melyet az Egyesült Államokban, Seattle-ben 2015. július 27. és 31. között rendeztek. A technológiai partnerségen túl a legjobban teljesítő csapatoknak a projektjeik piacra viteléhez, - a verseny fődíjaiként - öttől ötvenezer dollárig terjedő pénzbeli támogatást is nyújtott a Microsoft. A Mistory nyerte meg a TechReady-s Microsoft-dolgozók közönségdíját, a „People’s Choice Awardsot”. A TechReady a Microsoft fejlesztő csoportjainak közössége, akik bemutatják fejlesztéseiket, szolgáltatásaikat, illetve technológiai javaslataikat juttatják el a Microsoft közösségéhez.

## Galéria

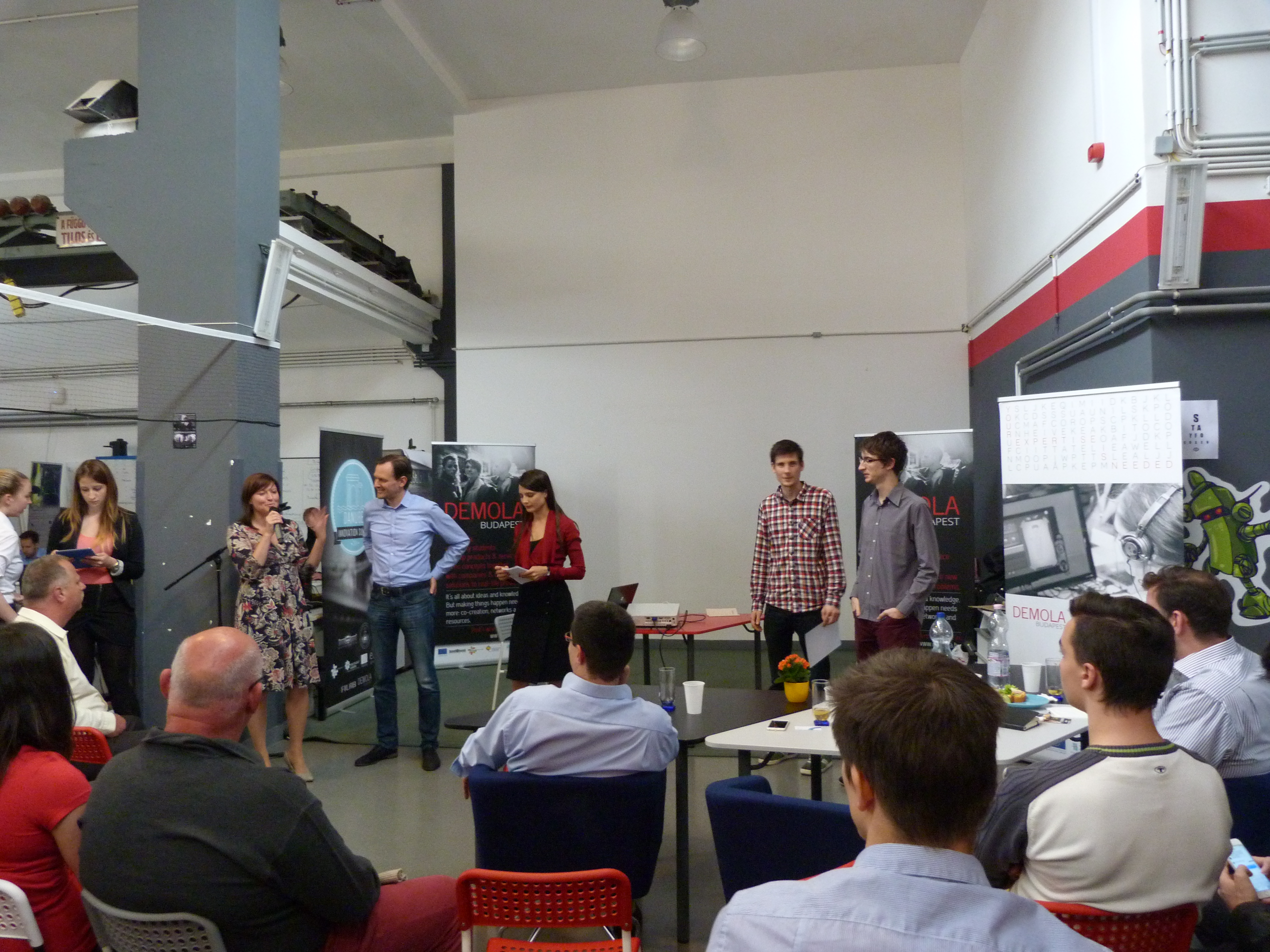
Szabó Levente és Elekes Tamás az Innoversitas döntőjén
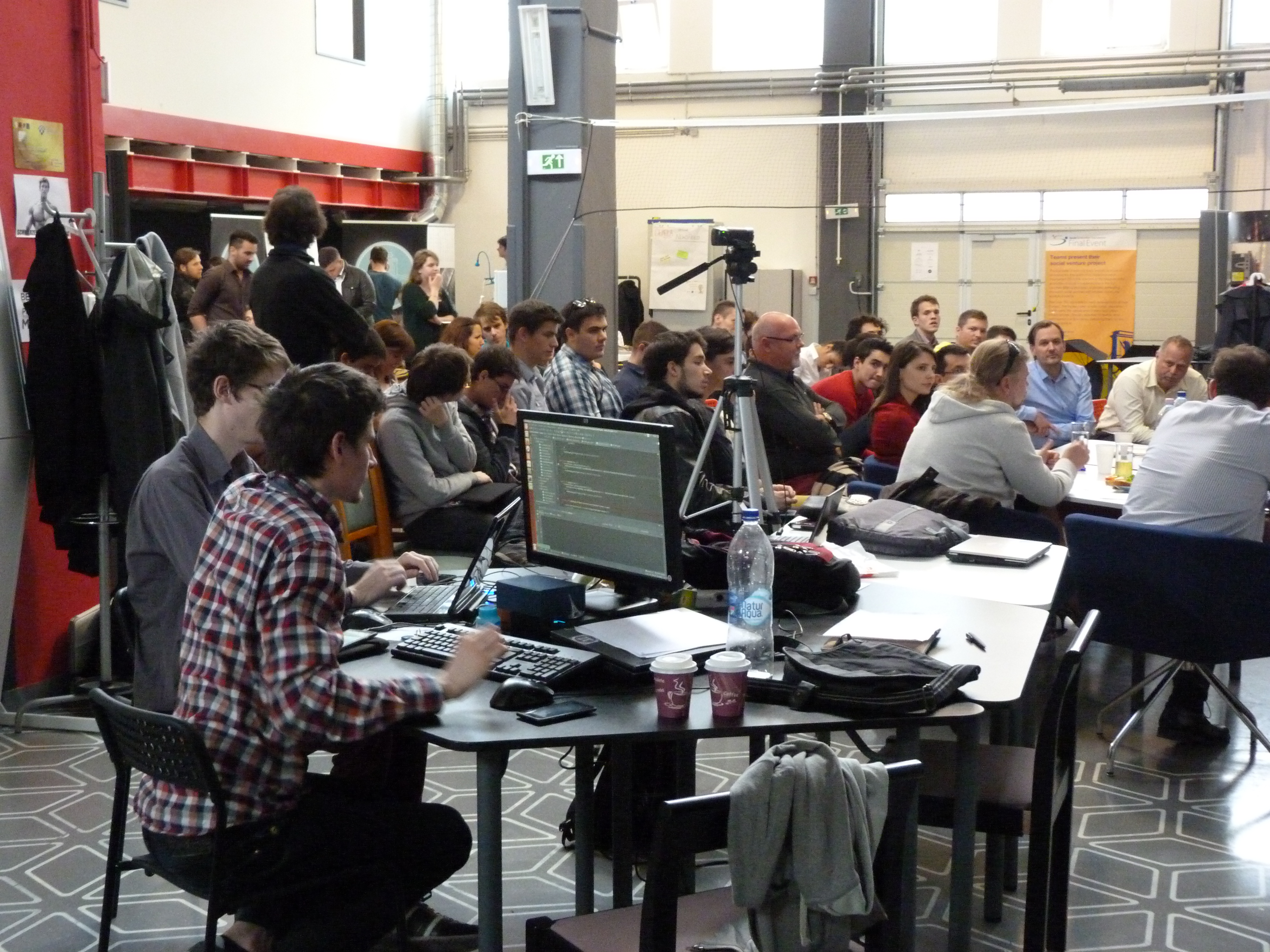
Oszkó Péter és Gerendás Károly az Innoversitas döntőjén